# Ornebius nigrirostris
Ornebius nigrirostris är en insektsart som beskrevs av Lucien Chopard 1969. Ornebius nigrirostris ingår i släktet Ornebius och familjen Mogoplistidae. Inga underarter finns listade i Catalogue of Life.